# Archipéndula

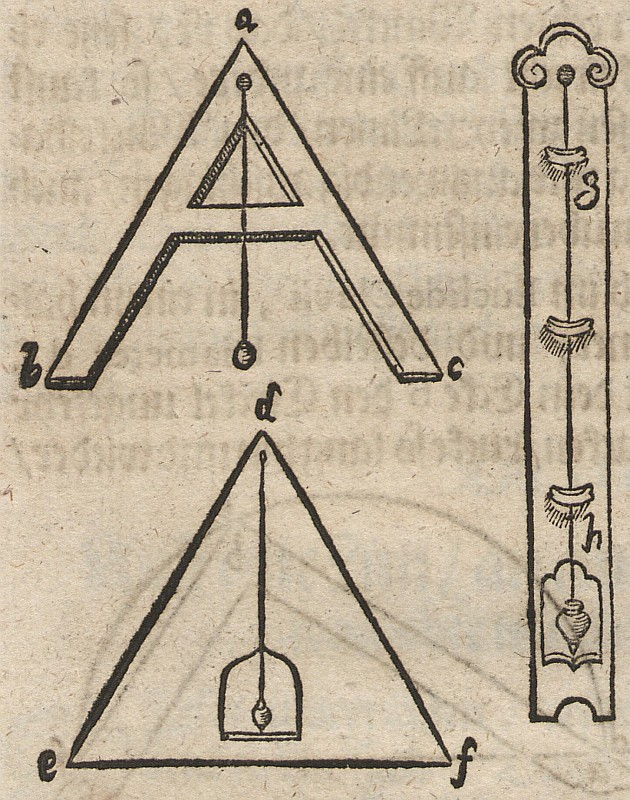
Archipéndula y otros clinómetros.

La archipéndula (denominada también como archipendulum) es un inclinómetro primitivo que se empleó por los maestros de obra de las pirámides de Egipto (su uso fue reportado Johann Heinrich Alsted y Leon Battista Alberti). Es un precursor del nivel de burbuja elaborado de madera y con forma de escuadra (es decir de triángulo isósceles). De su vértice más agudo cae una cuerda con una plomada en su extremo que indica, mediante una escala con meridiana marcada en bastidor intermedio, la verticalidad.
Esta herramienta de medida forma parte del estudio de la profesión de la arquitectura técnica